# Mary Widmer-Curtat

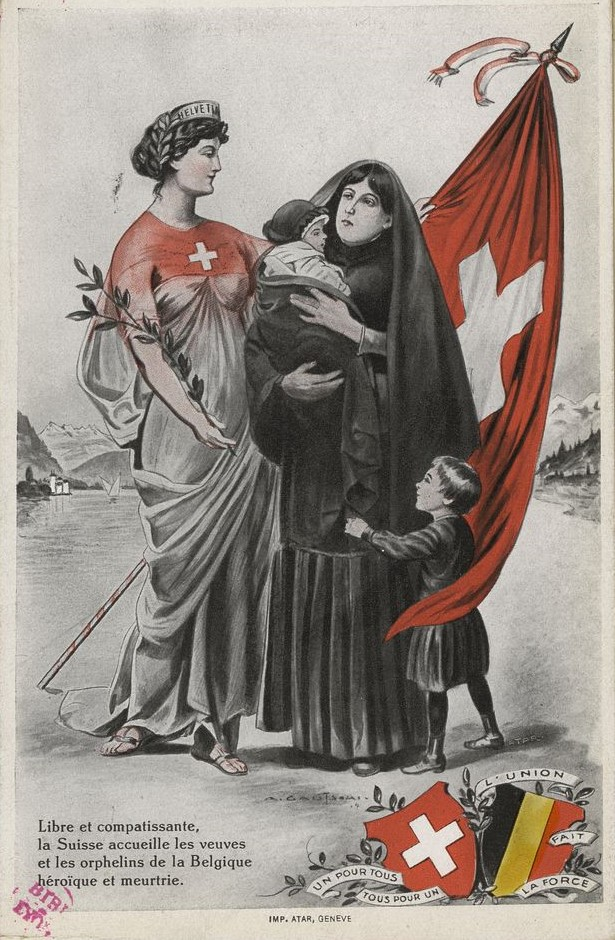
Die Schweiz empfängt belgische Flüchtlingskinder

Mary Widmer-Curtat (geboren am 19. März 1860 in Auboranges; gestorben 29. Dezember 1947 in Lausanne) war eine Schweizer Philanthropin, Flüchtlingshelferin und Gründerin des Belgischen Flüchtlingshilfswerks in der Schweiz.

## Leben
Mary-Adrienne-Emilie Curtat wurde am 19. März 1860 in Auboranges bei Oron als drittes Kind des Bauern Jean-Louis und der Emma Curtat-Perret geboren. 1861 zog die Familie wegen finanziellen Schwierigkeiten in den Weiler (Abbaye) Saint-Germain in Bussigny in die Nähe von Lausanne, wo der Bruder des Vaters, Louis François Antoine Curtat, Pfarrer war.
Mit ihrer Schwester Thérèse besuchte Maria Curtet die École Supérieure Vuillet in Lausanne. Für den Schulweg benützten sie einen Einspänner. 1876 ging sie für einen einjährigen Sprachaufenthalt zu einer Pfarrersfamilie in Basel. Später half sie im grossen Haushalt und bei der Erziehung ihrer zwei jüngeren Brüder.
Im Alter von 21 Jahren lernte sie den Arzt Henri-Auguste Widmer kennen, der seine Praxis neben dem Bahnhof von Bussigny eröffnet hatte und den sie 1882 heiratete und dem sie in seiner Praxis mithalf.

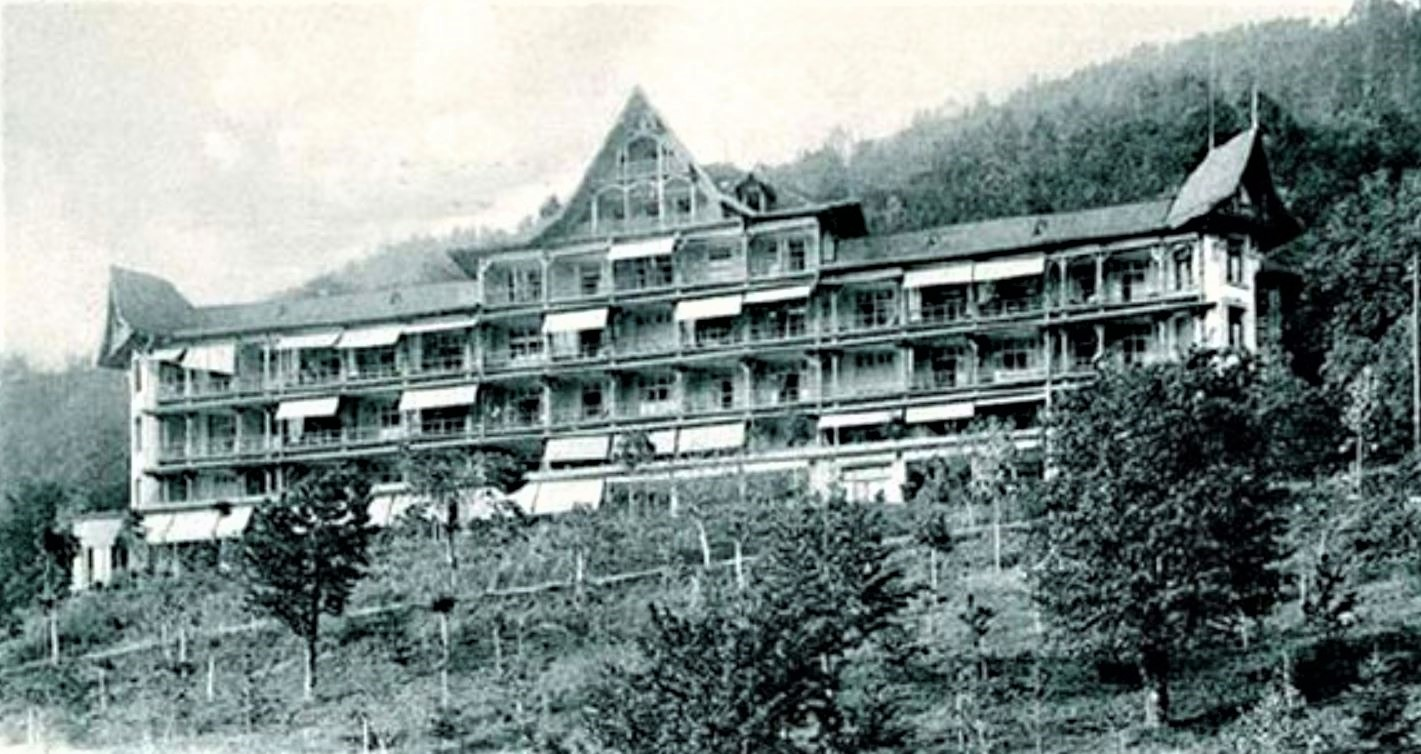
Klinik Valmont

Ein paar Jahre später zog das Ehepaar Widmer nach Lausanne, wo sie zusammen mit dem Arzt Henri Burnier, dem späteren medizinischen Direktor des «Grand Hotels» und des «Hotels Mont Blanc» im Luftkurort Leysin, in der Rue Caroline eine Praxis betrieben. Um neue medizinische Therapien kennen zu lernen, verbrachte das Ehepaar einige Zeit in Berlin und in Wien.  Anschliessend wurde Widmer Direktor im «Kurhaus Bad Schönbrunn» in Menzingen ZG, wo Hydrotherapie angeboten wurde. Nach ihrer Rückkehr nach Lausanne übernahm Widmer 1892 die Leitung des Privatsanatoriums La Métairie in Nyon und 1898 die Clinique La Colline in Territet, bevor er 1905 die Clinique Valmont in Glion gründete.
In der Klinik Valmont liessen sich Angehörige des Bürgertums und des Adels aus ganz Europa behandeln, die an der Klinik und ihren neuen Behandlungen (Hydrotherapie, Heliotherapie, Elektrotherapie usw.) interessiert waren.  Darunter war auch der belgische König Albert I., mit seiner Frau Elisabeth, die sich dort 1913, 1914 und 1921 aufhielten. Die Widmers besuchten die Königsfamilie während des Ersten Weltkriegs mehrmals in der königlichen Villa in La Panne, im unbesetzten Teil Belgiens, hinter der Yser-Front.

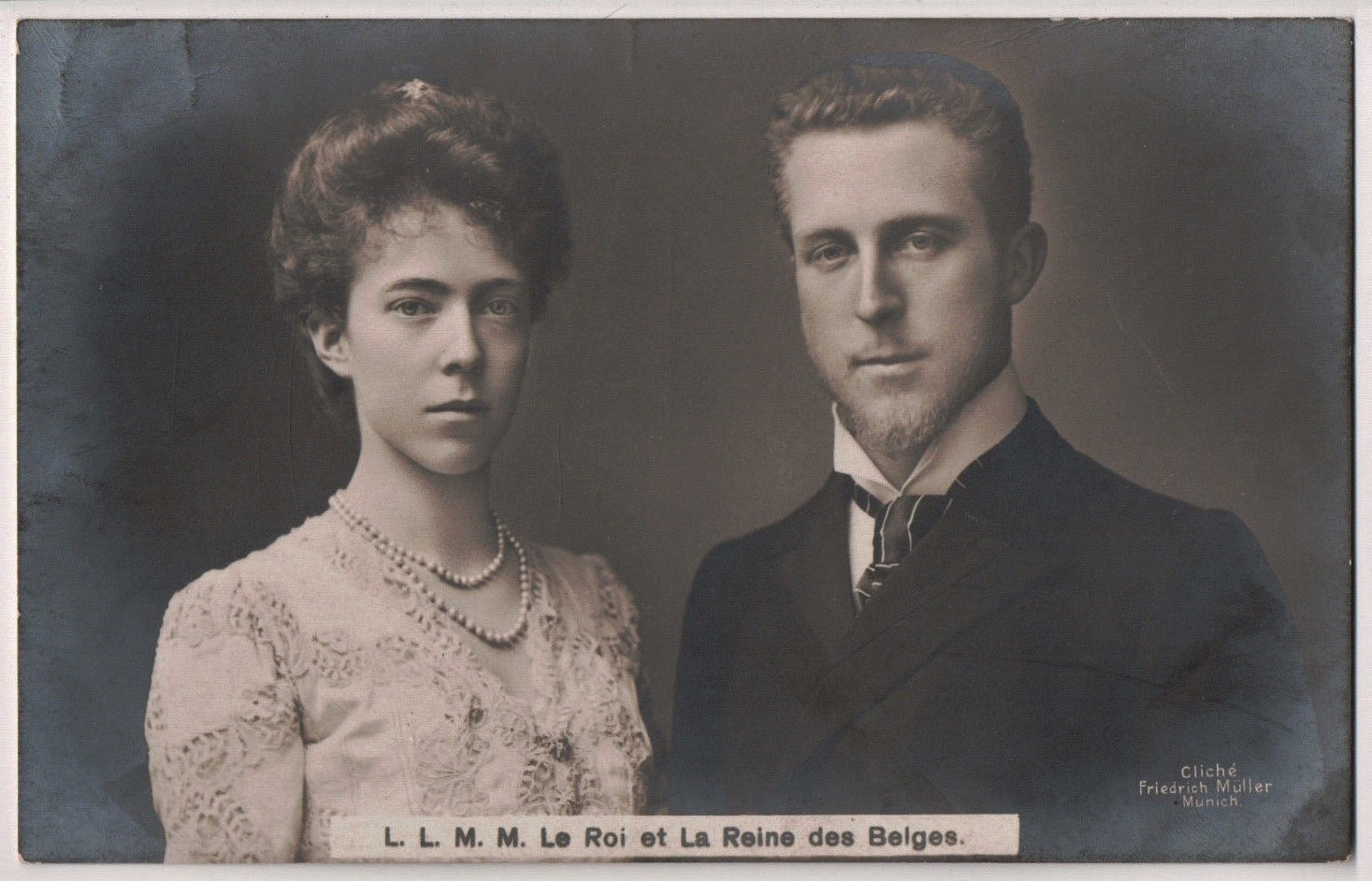
Königin Elisabeth und König Albert I. von Belgien

Widmer-Curtat, die keine eigenen Kinder hatte, war gesellschaftlich aktiv und unternahm mit ihrem Mann Reisen in die Vereinigten Staaten und nach Kanada, Griechenland, Ägypten, Schweden, Island usw.  Sie gründete oder unterstützte zahlreiche lokale Vereine, darunter 1916 den ersten Schweizer Trachtenverein (Association pour le Costume Vaudois) und als Vizepräsidentin (1927 bis 1931) der Schweizerischen Trachtenvereinigung.
Der Angriff auf den neutralen Staat Belgien wurde in der Westschweiz als Verrat verstanden und schockierte weite Teile der Bevölkerung. In den ersten Wochen des Ersten Weltkriegs startete Widmer-Curtat im Namen des belgischen Hilfswerks Office belge œuvre d’entraide eine private schweizweite Rettungsaktion für belgische Flüchtlinge. Sie gründete das Lokalkomitee, das Waadtländer Komitee und koordinierte neun kantonale Unterkomitees im Oktober 1914 zum Schweizerischen Zentralkomitees zur Unterstützung der belgischen Flüchtlinge (Comité central suisse de secours aux réfugiés belges). Widmer-Curtat organisierte und leitete diese Hilfsaktion während fünf Jahren.
Die schweizerische Organisation half 9000 besonders schutzbedürftigen belgischen Kindern, den Schrecken des Krieges zu entkommen und bot ihnen medizinische, materielle und finanzielle Hilfe. Widmer-Curtat fand Hunderte von Schweizer Familien, bei denen sie die geretteten Kinder bis zum Ende des Krieges unterbringen konnte. Dies brachte ihr viele Ehrungen in der Schweiz, Belgien usw. ein.

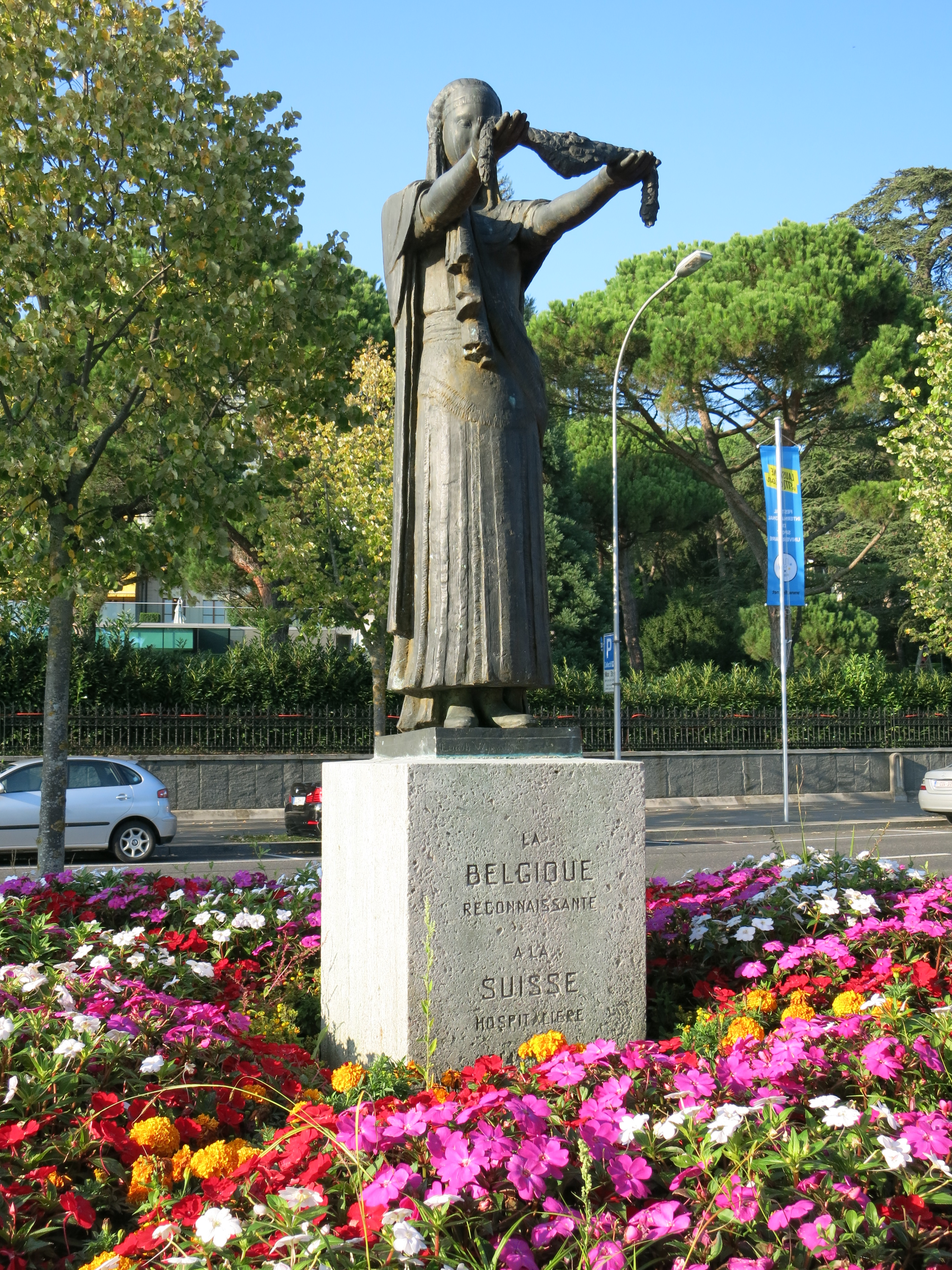
«La Belgique reconnaissante» in Lausanne

Durch königlichen Erlass vom 27. März 1919 wurde sie zum Ritter des Leopoldsorden ernannt und später zum Ehrenmitglied der 1926 gegründeten Société Royale Union Belge-Lausanne (SRUB-L). An deren Versammlungen wurde sie als «Mutter» und später als «Grossmutter der Belgier» bezeichnet.
Als Schwester des Malers Louis Curtat baute sie mit ihrem Mann eine reiche Sammlung von Gemälden und Skulpturen schweizerischer und europäischer Künstler auf, die dem Musée des Beaux-Arts in Lausanne vermacht wurde. Sie schrieb Gedichte und Bücher.

## Auszeichnungen und Ehrungen
- 1919: Ritter des Leopoldsordens 1919
- Ehrenmitglied der Société Royale Union Belge-Lausanne
- 2014 wurde eine Gedenktafel mit dem Namen Mary Widmer-Curtat an der Statue La Belgique reconnaissante in Lausanne enthüllt.

## Schriften und Lieder
- Poésies: un peu de rêve: un peu de cœur. Librairie F. Rouge, Lausanne 1924.
- Chanson à la bien aimée: chœur d’hommes. Emile Lauber musicien. L. von der Weid, Fribourg 1929
- Des ailes de colombe: «Oh qui me donnerait des ailes». Choeur pour quatre voix mixtes a cappella. André Divorne, Barblan, Lausanne 1934.
- Nos souvenirs de la Famille royale de Belgique. Imprimerie La Concorde, Lausanne 1937.
- Les vœux de La Colline et de Val-Mont 1902–1939. Edition La Concorde, Lausanne 1939.

## Film
- 1914–18, des enfants belges en Suisse. JMH & FILO Films prod., Neuchâtel 2018